# Écozone indomalaise

Carte de l'écozone indomalaise
Ce type de projection cartographique surestime les surfaces septentrionales de l'hémisphère nord

fin de l'Écozone indomalaise au tracé de la ligne Wallace.

L'indomalais ou écozone indomalaise ou orientale est une des huit écozones ou régions biogéographiques terrestres.
Elle s'étend du Pakistan à l'ouest, au sud et à l'est de la Chine à travers le sous-continent indien, et à l'Indonésie, y compris Java, Bornéo et Bali, jusqu'aux Philippines. Elle se termine à la ligne Wallace.

La majeure partie de l'Indomalaya est à l'origine couverte de forêts et comprend des forêts décidues humides tropicales et subtropicales, les forêts décidues sèches tropicales et subtropicales étant prédominantes dans une grande partie de l'Inde et dans certaines parties de l'Asie du Sud-Est. Les forêts tropicales de l'Indomalaya sont très variables et diversifiées, avec des arbres d'importance économique, en particulier dans les familles des Dipterocarpaceae et des Fabaceae.

## Ecorégions terrestres indomalaises
| Écorégions de type: forêts tropicales et subtropicales humides à feuilles caduques |
| Forêts de bruyères du Sundaland (Indonésie) Forêts décidues humides de l'Irrawaddy (Birmanie) Forêts décidues humides des basses plaines du Gange (Bangladesh, Inde) Forêts décidues humides de la plaine du Chao Phraya (Thaïlande) Forêts décidues humides des hautes plaines du Gange (Inde) Forêts décidues humides des hauts plateaux orientaux (Inde) Forêts décidues humides du Nord de la Thaïlande et du Laos (Laos, Thaïlande) Forêts décidues humides du Nord des Ghats occidentaux (Inde) Forêts décidues humides du Nord du plateau de Khorat (Laos, Thaïlande) Forêts décidues humides du Sud des Ghats occidentaux (Inde) Forêts de feuillus subtropicales de l'Himalaya (Bhoutan, Inde, Népal) Forêts tourbeuses et marécageuses de Bornéo (Indonésie, Malaisie) Forêts de marécages tourbeux de la Malaisie péninsulaire (Malaisie, Thaïlande) Forêts de marécages tourbeux de Sumatra (Indonésie) Forêts de marécages tourbeux du Tonlé Sap et du Mékong (Cambodge, Viêt Nam) Forêts de mousson de Haïnan (Chine) Forêts de mousson du Sud de Taïwan (Taïwan) Forêts humides de la côte de Malabar (Inde) Forêts humides tropicales des Maldives, du Lakshadweep et de l'archipel des Chagos (Territoire britannique de l'océan Indien, Inde, Maldives) Forêts marécageuses d'eau douce de la plaine du Chao Phraya (Thaïlande) Forêts marécageuses d'eau douce de l'Irrawaddy (Birmanie) Forêts marécageuses d'eau douce de Sumatra (Indonésie) Forêts marécageuses d'eau douce des Sundarbans (Bangladesh, Inde) Forêts marécageuses d'eau douce du fleuve Rouge (Viêt Nam, Mer de Chine méridionale) Forêts marécageuses d'eau douce du Sud-Ouest de Bornéo (Indonésie) Forêts marécageuses d'eau douce du Tonlé Sap (Cambodge, Viêt Nam) Forêts pluviales côtières du Myanmar (Birmanie) Forêts pluviales de montagne de Bornéo (Indonésie, Malaisie) Forêts pluviales d'altitude de la Malaisie péninsulaire (Malaisie, Thaïlande) Forêts pluviales d'altitude de l'Est de Java et de Bali (Indonésie) Forêts pluviales d'altitude de l'Ouest de Java (Indonésie) Forêts pluviales d'altitude de Luang Prabang (Laos) Forêts pluviales d'altitude de Luçon (Philippines) Forêts pluviales d'altitude de Mindanao (Philippines) Forêts pluviales d'altitude de Sri Lanka (Sri Lanka) Forêts pluviales d'altitude de Sumatra (Indonésie) Forêts pluviales d'altitude des montagnes de Chin et de l'Arakan (Inde, Birmanie) Forêts pluviales d'altitude du Kayah et du Karen (Birmanie, Thaïlande) Forêts pluviales d'altitude du Nord des Ghats occidentaux (Inde) Forêts pluviales d'altitude du Sud des Ghats occidentaux (Inde) Forêts pluviales d'altitude du Sud de l'Annam (Cambodge, Laos, Viêt Nam) Forêts pluviales de la Malaisie péninsulaire (Indonésie, Malaisie) Forêts pluviales de l'archipel de Sulu (Philippines) Forêts pluviales de l'Est de Java et de Bali (Indonésie) Forêts pluviales de l'Ouest de Java (Indonésie) Forêts pluviales de Luçon (Philippines) Forêts pluviales de Mindanao et des Visayas orientales (Philippines) Forêts pluviales de Mindoro (Philippines) Forêts pluviales de Negros et Panay (Philippines) Forêts pluviales de Palawan (Philippines) Forêts pluviales des basses terres de Bornéo (Indonésie, Malaisie) Forêts pluviales des basses terres de Sri Lanka (Sri Lanka) Forêts pluviales des basses terres de Sumatra (Indonésie) Forêts pluviales des basses terres du Nord du Viêt nam (Viêt Nam) Forêts pluviales des îles Andamans (Inde) Forêts pluviales des îles Mentawai (Indonésie) Forêts pluviales des îles Nicobar (Inde) Forêts pluviales de la chaîne des Cardamomes (Cambodge, Thaïlande, Viêt Nam) Forêts pluviales du Mizoram, du Manipur et du Kachin (Bangladesh, Inde, Birmanie) Forêts pluviales du Nord de l'Annam (Laos, Viêt Nam) Forêt semi-sempervirente de la vallée du Brahmapoutre (Inde) Forêts semi-sempervirentes d'Orissa (Inde) Forêts semi-sempervirentes du Tenasserim et du Sud de la Thaïlande (Malaisie, Birmanie, Thaïlande) Forêts sempervirentes subtropicales de Taïwan (Taïwan) Forêts sempervirentes subtropicales des iles Nansei (Japon) Forêts sempervirentes subtropicales du Jiangnan (Chine) Forêts sempervirentes subtropicales du Sud de la Chine et du Viêt Nam (Chine, Viêt Nam) Forêts subtropicales de l'Indochine septentrionale (Chine, Laos, Birmanie, Thaïlande, Viêt Nam) Forêts subtropicales du Meghalaya (Inde) Forêts subtropicales du Nord du Triangle (Birmanie) Forêts tropicales des iles Christmas et Cocos (Australie) |
| Écorégions de type: forêts tropicales et subtropicales sèches à feuilles caduques |
| Forêts décidues sèches de la vallée de la Narmadâ (Inde) Forêts décidues sèches du Chhota Nâgpur (Inde) Forêts décidues sèches du Kathiawar et de Gir (Inde) Forêts décidues sèches du Nord (Inde) Forêts décidues sèches du plateau du Deccan central (Inde) Forêts décidues sèches du Sud du plateau du Deccan (Inde) Forêts sèches de l'Indochine centrale (Cambodge, Laos, Thaïlande, Viêt Nam) Forêts sèches de l'Irrawaddy (Birmanie) Forêts sèches des basses terres du Sud du Viêt Nam (Viêt Nam) Forêts sempervirentes sèches de l'Est du Deccan (Inde) Forêts sempervirentes sèches de Sri Lanka (Sri Lanka) Forêts sempervirentes sèches du Sud-Est de l'Indochine (Cambodge, Laos, Thaïlande) |
| Écorégions de type: forêts tropicales et subtropicales à conifères |
| Forêts de pins du Nord-Est de l'Inde et du Myanmar (Inde, Birmanie) Forêts de pins subtropicales de l'Himalaya (Bhoutan, Inde, Népal, Pakistan) Forêts de pins tropicales de Luçon (Philippines) Forêts de pins tropicales de Sumatra (Indonésie) |
| Écorégion du type : forêts tempérées mixtes et à feuilles caduques |
| Forêts de feuillus de l'Himalaya occidental (Bhoutan, Inde, Népal) Forêts de feuillus de l'Himalaya oriental (Inde, Népal, Pakistan) Forêts tempérées du Nord du Triangle (Birmanie) |
| Écorégions du type: forêts tempérées de conifères |
| Forêts subalpines de conifères de l'Himalaya occidental (Inde, Népal, Pakistan) Forêts subalpines de conifères de l'Himalaya oriental (Bhoutan, Inde, Népal) |
| Écorégions de type: prairies, savanes et brousses tropicales et subtropicales |
| Savane et prairies du Terraï et des Douars (Bhoutan, Inde, Népal) |
| Écorégions de type: prairies et savanes inondées |
| Marais salé saisonnier du Rann de Kutch (Inde, Pakistan) |
| Écorégions de type: prairies et brousses de montagnes et de hauts plateaux |
| Pelouses alpines d'altitude du Kinabalu (Indonésie) |
| Écorégions de type: déserts et broussailles xérophytes |
| Désert de la vallée de l'Indus (Inde, Pakistan) Désert de Thar (Inde, Pakistan) Forêts de broussailles épineuses du Deccan (Inde) Forêts de broussailles épineuses du Nord-Ouest (Inde, Pakistan) |
| Écorégions de type: mangrove |
| Mangroves de la côte du Myanmar (Inde, Malaisie, Birmanie, Thaïlande) Mangroves de la mer d'Arabie et du delta de l'Indus (Pakistan) Mangroves des Sundarbans (Bangladesh, Inde) Mangroves d'Indochine (Cambodge, Malaisie, Thaïlande, Viêt Nam) Mangroves du Godavari et de la Krishna (Inde) Mangroves du plateau de la Sonde (Brunei, Indonésie, Malaisie) |